# Station Besko
Station Besko is een spoorwegstation in de Poolse plaats Besko.